# Bauen
Bauen és un municipi del cantó d'Uri (Suïssa).